# Clytus angustefasciatus
Clytus angustefasciatus là một loài bọ cánh cứng trong họ Cerambycidae.